# فلاديمير نازليموف
فلاديمير نازليموف (Vladimir Nazlymov) (بالروسية: Владимир Аливерович Назлымов) هو لاعب أولمبي لرياضة مبارزة سيف الشيش من الاتحاد السوفييتي. شارك في الأولمبياد الصيفي في 1968–1980، وفاز بما مجموعه 6 ميداليات.

## الميداليات
| ذهب | فضة | برونز | المجموع |
| 3   | 2   | 1     | 6       |

## روابط خارجية
- فلاديمير نازليموف على موقع أوليمبيديا (الإنجليزية)